# Tanum
Tanum is een Zweedse gemeente in Bohuslän. De gemeente behoort tot de provincie Västra Götalands län. Ze heeft een totale oppervlakte van 2329,4 km² en telde 12.317 inwoners in 2004.

## Plaatsen

### Tätorter
| # | Plaats      | Inwoneraantal |
| - | ----------- | ------------- |
| 1 | Tanumshede  | 1 597         |
| 2 | Grebbestad  | 1 371         |
| 3 | Fjällbacka  | 812           |
| 4 | Hamburgsund | 801           |
| 5 | Rabbalshede | 270           |

### Småorter
| # | Plaats                   | Inwoneraantal | #  | Plaats                | Inwoneraantal |
| - | ------------------------ | ------------- | -- | --------------------- | ------------- |
| 1 | Östad                    | 191           | 9  | Sponslätt en Saltebro | 78            |
| 2 | Resö                     | 186           | 10 | Säm en Tanums station | 75            |
| 3 | Kville                   | 173           | 11 | Kuseröd               | 73            |
| 4 | Havstenssund             | 172           | 12 | Edsvik en Ulmekärr    | 69            |
| 5 | Lur                      | 114           | 13 | Kämpersvik            | 68            |
| 6 | Rådalen en Källeviken    | 91            | 14 | Krossekärr            | 66            |
| 7 | Tegelstrand en Vassviken | 90            | 15 | Långesjö              | 64            |
| 8 | Backa en Smeberg         | 83            | 16 | Sannäs                | 52            |

## Rotstekeningen
De rotstekeningen van Tanum uit de bronstijd staan op de werelderfgoedlijst van UNESCO

## Verkeer en vervoer
Bij de plaats lopen de E6 en Länsväg 163.
De plaats heeft een station aan de spoorlijn Göteborg - Skee.